# Carisseae
Le Carissee (Carisseae Dumort., 1829) sono una tribù di piante della famiglia Apocynaceae, sottofamiglia Rauvolfioideae.

## Tassonomia
La tribù Carisseae comprende 2 soli generi:
- Acokanthera G. Don, 1838 (5 specie)
- Carissa L., 1767 (10 spp.)